# Leslie Cheung
Pour les articles homonymes, voir Cheung.
Leslie Cheung (chinois traditionnel : 張國榮 ; chinois simplifié : 张国荣 ; pinyin : Zhāng Guóróng ; cantonais Jyutping : Zoeng¹ Gwok³wing⁴ ou Cheung Kwok-wing, né Cheung Fat-chung), né le 12 septembre 1956 à Hong Kong et mort le 1er avril 2003 à Hong Kong, est un chanteur et acteur hongkongais.
Il est connu d'abord en Asie puis dans le monde entier pour ses rôles dans les films Nos années sauvages, Adieu ma concubine, Les Cendres du temps et Happy Together. Au cours de sa carrière, il sort plus de 40 albums de musique et joue dans 56 films. Il est pionnier de la Cantopop.
Leslie Cheung a été juré de la Berlinale 1998, devenant ainsi la première personnalité chinoise à occuper ce poste lors de l'événement.
Souffrant de dépression, il se suicide le 1er avril 2003. En 2010, il est élu troisième musicien le plus iconique de tous les temps dans un classement de CNN après Michael Jackson et les Beatles.

## Biographie

### Enfance et éducation
Leslie Cheung naît à Hong Kong, dans le quartier de Kowloon. Il est le dixième et dernier enfant d'un tailleur hakka, Cheung Wut-hoi, qui se spécialise dans les costumes et compte parmi sa clientèle des personnalités occidentales dont Alfred Hitchcock, Marlon Brando et Cary Grant,. Malgré les contacts de son père, Cheung s'intéresse peu au monde du cinéma,.
Pendant son enfance, Cheung vit chez sa grand-mère dont il est très proche. Son père maltraite sa mère, le dégoûtant du mariage. Le père de Cheung finit par épouser une autre femme. Sa grand-mère meurt alors qu'il est à l'école primaire. Sa gouvernante l'emmène souvent voir des opéras et il admire Yam Kim-fai et Pak Suet-sin.
Cheung étudie à Rosaryhill School à Hong Kong. Il y obtient des mauvaises notes, mais a d'excellents résultats en anglais. Il s'intéresse énormément à la musique et au cinéma occidentaux, se passionnant pour la bande-son originale de Roméo et Juliette.
À douze ans, il est inscrit à un pensionnat de garçons, Eccles Hall School Quideham, près de Norwich, en Angleterre,. Là, il se fait des amis malgré des occurrences de racisme. Il voit le film Autant en emporte le vent et emprunte le nom occidental Leslie en hommage à Leslie Howard, estimant que le prénom a l'avantage d'être unisexe.
Le week-end, il est barman. Parfois, il chante au restaurant de membres de sa famille à Southend-on-Sea. Il intègre l'université de Leeds pour s'inscrire à des études de stylisme, mais abandonne l'année suivante, en 1976, pour retourner à Hong Kong lorsque son père souffre d'un accident vasculaire cérébral et est paralysé d'un côté du corps. Son père insistant pour que tous ses enfants restent au foyer, il abandonne ses études et devient vendeur dans un magasin Levi Strauss & Co..

### Début de carrière
Après son retour à Hong Kong, Cheung retourne à l'université et monte un groupe de musique, Onyx, avec quelques camarades de classe[réf. nécessaire]. En mai 1977, chaque membre du groupe s'inscrit à l'Asian Singing Contest de RTV. Cheung, qui chante American Pie, finit deuxième du concours pour Hong Kong et est qualifié pour la compétition continentale, où il finit cinquième.
Après la compétition, RTV embauche Cheung pour des petits rôles dans leurs téléfilms, pour un contrat de trois ans. Il signe aussi un contrat avec le label musical Polydor.
La carrière d'acteur de Cheung ne commence pas immédiatement. Son premier rôle majeur est dans le film de pornographie soft Rêve érotique de la chambre rouge (紅樓春上春).
Les deux premiers albums de Cheung sont en anglais, tandis que le troisième, 情人箭 (« Flèche de l'amoureux »), paraît en 1979 en cantonais. Les trois albums rencontrent un échec commercial et les critiques comparent la voix de Cheung à celle d'un poulet. Lors de son premier concert, au Hong Kong Pop Folk Music Festival de 1977, il est hué jusqu'à quitter la scène. Estimant qu'il n'a pas de potentiel, Polydor le laisse quitter le label sans négocier de conditions.

### Icône de la cantopop et début de la carrière d'acteur
Leslie Cheung signe chez Capital Artists en 1982. Son premier single à succès, 風繼續吹 (« Le vent souffle toujours »), est une reprise de la chanson japonaise さよならの向こう側 (« De l'autre côté d'un adieu ») de Momoe Yamaguchi. La chanson en fait une star de la cantopop. L'album du même titre, sorti en 1983, est le premier disque d'or de Cheung.
Le deuxième album de Cheung, 一片痴 (« folie »), sorti l'année suivante, est une compilation de ses chansons produites pour des dramas de TVB. Cet album devient également disque d'or.
Cheung continue sa carrière d'acteur, jouant essentiellement dans des films pour un public adolescent. Son premier film à succès est un premier rôle dans Nomad, pour lequel il est nommé pour le prix du meilleur acteur à la 2e cérémonie des Hong Kong Film Awards.
Leslie Cheung devient une star en Asie en 1984. Cette année-là, il sort le single à succès Monica, une reprise du titre du même nom par Kōji Kikkawa (en). La chanson est en tête des ventes à Hong Kong et est disque d'or. Il fait partie de la sélection Jade Solid Gold Best Ten Music Awards Presentation (en) et du Top Ten Chinese Gold Songs Award (en) en 1984,. La chanson, loin des ballades sentimentales habituelles de la cantopop, marque un tournant vers la dance music pour le genre. Toujours en 1984, Cheung sort l'album Leslie Cheung dans lequel figure « Monica ». L'album est disque de platine et est vendu en plus de 200 000 exemplaires.
La même année, il tient le rôle principal dans le drama 儂本多情 (« Il était une fois une fille normale ») et dans le film Behind the Yellow Line (en) avec Maggie Cheung et Anita Mui. Les deux productions obtiennent un grand succès commercial, faisant de Cheung un acteur célèbre.
Alors que Leslie Cheung gagne en popularité, les médias commencent à fabriquer une rivalité avec l'autre acteur-chanteur cantopop à succès de l'époque, Alan Tam. Cette fausse rivalité contribue à leur succès commercial et dure jusqu'à la fin des années 1980,.
En 1985, Cheung sort l'album 為你鍾情 (« juste pour ton cœur »), dans lequel figure 不羈的風 (« vent sauvage »), à nouveau inclus dans plusieurs sélections de chansons à disque d'or. L'album contient aussi des chansons enregistrées par Cheung pour des dramas, asseyant son image de héros de comédie romantique.
En 1986, il sort le single 有誰共鳴 (« Qui se sent comme moi ? ») est la chanson la plus populaire de l'année à Hong Kong. La même année, dans Le Syndicat du crime de John Woo en 1986, il joue un jeune policier impulsif qui doit choisir entre la justice et protéger son frère criminel. Le film rencontre un énorme succès et le rend célèbre dans toute l'Asie, notamment en Corée du Sud et au Japon,.
Après la sortie de cet album, Cheung quitte Capital et intègre Cinepoly Records, pour qui il publie d'abord Summer Romance (en) en 1987. L'album est le plus vendu de l'année en cantopop : il se vend à plus de 350 000 exemplaires et obtient sept disques de platine. Le single principal de l'album, 無心睡眠 (« nuit blanche »), remporte le prix de la chanson à la cérémonie Jade Solid Gold Best Ten Music Awards Presentation (en) 1987.
La même année, repéré par Tsui Hark, Leslie Cheung joue dans Histoire de fantômes chinois, film grâce auquel il obtient une renommée internationale. Il accumule alors les succès dans sa carrière cinématographique et musicale, et devient une icône des films du réalisateur Wong Kar-wai.
En 1988, Leslie Cheung sort deux albums, Virgin Snow (en) et Hot Summer (en), respectivement disque d'or et de platine,. La même année, il joue avec son amie Anita Mui dans Rouge. Ils deviennent le principal duo du divertissement hongkongais et Cheung est nommé artiste homme le plus populaire aux Jade Solid Gold Best Ten Music Awards Presentation (en).
Mi-1988, Cheung se produit 23 fois au Hong Kong Coliseum pour un concert sponsorisé par Pepsi. La série se fait à guichets fermés, comptant plus de 250 000 spectateurs au total. Il se produit également dans une tournée nord-américaine pour le public sino-américain, visitant Atlantic City, Calgary, Toronto et Vancouver.
En 1989, Cheung sort trois nouveaux albums avec Cinepoly : Leslie '89 (en), Salute, et Final Encounter (en), tous trois disques de platine. Il est réélu artiste homme le plus populaire, pour la deuxième année consécutive.
Après les manifestations de la place Tian'anmen, Cheung annonce sa retraite de la musique et émigre à Vancouver. Avant de quitter Hong Kong, il fait 33 concerts, tous à guichets fermés, au Hong Kong Coliseum. Il fait don de tous les bénéfices de l'album Salute à l'académie des arts du spectacle de Hong Kong.

### Pause de la musique et carrière d'acteur
Après avoir officiellement arrêté la musique, Cheung se concentre sur sa carrière d'acteur. Il joue dans Nos années sauvages, réalisé par Wong Kar-wai. Le film, sorti en 1990, lui vaut un Hong Kong Film Award du meilleur acteur. Cheung joue ensuite le rôle d'un comédien d'opéra de Pékin travesti dans Adieu ma concubine en 1993. Il s'agit du premier film chinois à recevoir la Palme d'or. Chen Kaige et Lu Wei racontent que Cheung rate le prix d'interprétation masculine à une voix près parce qu'un membre du jury vote pour lui dans la catégorie du prix d'interprétation féminine, n'ayant pas compris qu'il est travesti,.
De 1989 à 1995, Cheung compose une dizaine de chansons. En 1993, il reçoit le prix de la meilleure chanson originale de film du Golden Horse Film Festival and Awards pour l'indicatif musical de La Mariée aux cheveux blancs. En 1995, il compose les trois chansons de la bande-son de The Phantom Lover (en). Il reçoit pour ses compositions quatre nominations au prix de la meilleure chanson originale de film au Golden Horse Film Festival and Awards et deux nominations de meilleure musique de film originale aux Hong Kong Film Awards[réf. souhaitée].

### Retour à la musique etPassion Tour
En 1995, Cheung signe un contrat avec Rock Records. La même année, il sort son album de reprise, Most Beloved (en), qui remporte le prix de l'album le plus vendu de l'International Federation of the Phonographic Industry,. Il commence une longue collaboration avec le compositeur C. Y. Kong et le parolier Albert Leung à partir de son album de 1996, Red (en). En parallèle, il se défait de certains codes masculins. En 1999, sa chanson 左右手 (« mains gauche et droite ») est une référence voilée à la bisexualité et il fait son coming out avec la chanson 我 (« moi ») en 2000, sortant une version en mandarin et une en cantonais du single. En 2001, il réalise le clip de sa propre chanson 夢到內河 (« Stupéfait ») avec William Chang (en), le directeur de production de Nos années sauvages. La vidéo montre une histoire d'amour entre les personnages du danseur de ballet japonais Nishijima Kazuhiro (en) et Cheung. Elle est interdite de diffusion sur TVB pour sa « promotion de l'homosexualité » et Cheung refuse d'en retirer les scènes critiquées.
Leslie Cheung est nommé pour le prix de l'interprétation masculine du festival de Cannes deux fois de suite, en 1996 pour Temptress Moon et en 1997 pour Happy Together. En 1998, il est juré de la Berlinale 1998, devenant ainsi la première personnalité chinoise à occuper ce poste lors de l'événement[réf. souhaitée].
En 2000 et 2001, Cheung fait sa dernière tournée à Hong Kong et à l'étranger en 2000 et 2001, le Passion Tour. Il a quatre costumes, l'Ange, le Joli Garçon, le Latin Lover et le Diable, conçus par Jean-Paul Gaultier et montrant l'androgynie et la bisexualité de l'artiste. La tournée bat de nombreux records en Asie et est la première fois qu'un artiste étranger se produit 16 fois au Japon. Le concert reçoit un accueil très positif au Japon, en Corée du Sud et au Canada, mais est très critiqué à Hong Kong en raison de l'expression de genre ambiguë adoptée par Cheung. Plus tard, Cheung et son agente Florence Chen attribuent la détérioration de sa santé mentale à cette couverture médiatique hostile à Hong Kong,. En 2011, CCTV-15 commente que le Passion Tour n'a jamais été battu par un autre concert chinois pour la qualité de ses performances, de sa direction artistique, de ses costumes, ni pour l'engagement de son public.

### Mort

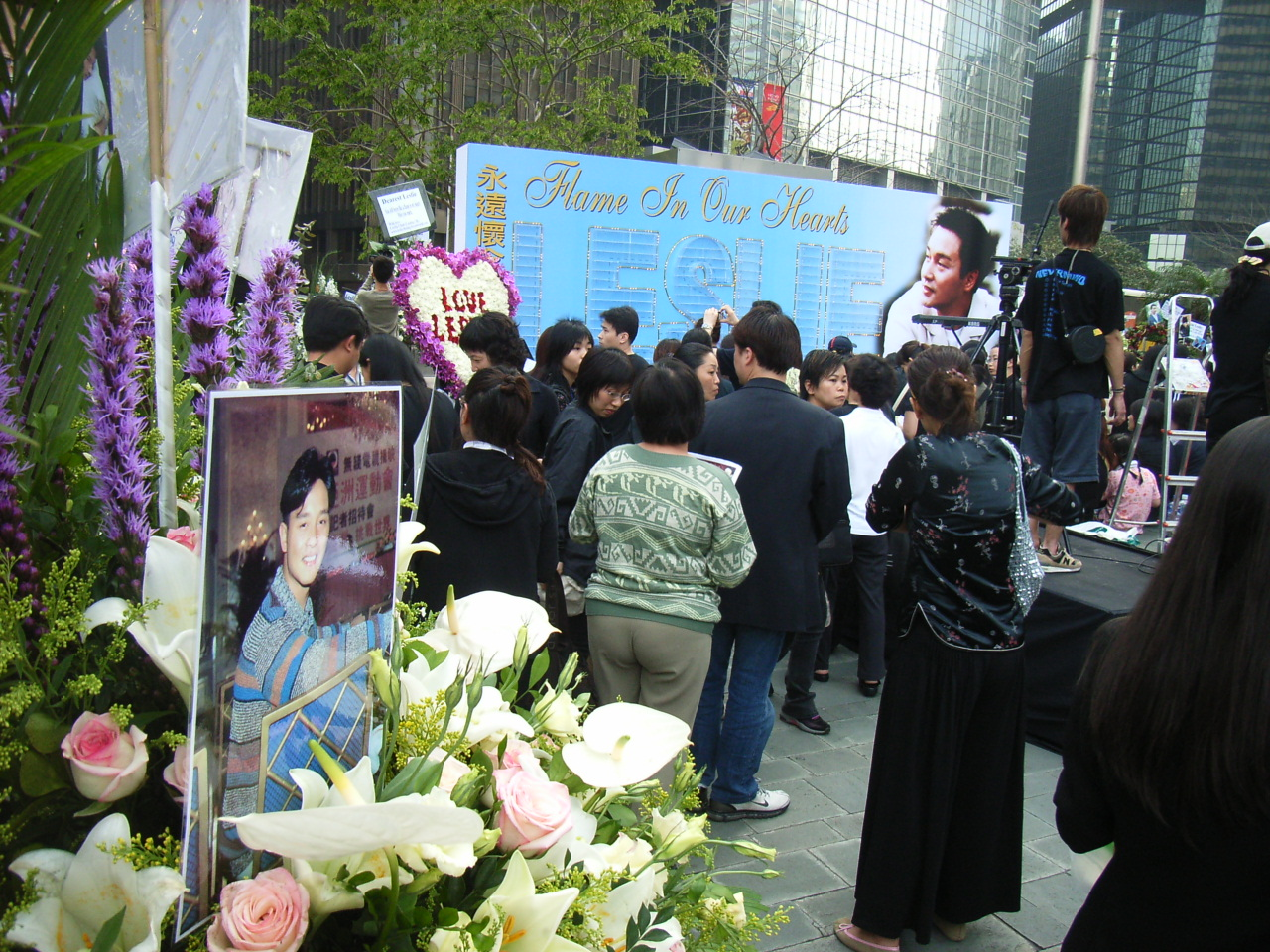
Anniversaire de la mort de Leslie Cheung
le 1er avril 2006.

Souffrant de dépression clinique, Leslie Cheung se suicide le 1er avril 2003 à 18h43, en se jetant du vingt-quatrième étage du Mandarin Oriental à Hong Kong,,.
Il laisse une lettre de suicide dans laquelle il dit avoir beaucoup souffert de la dépression,,,,, :

« La dépression ! Merci beaucoup à tous mes amis. Merci beaucoup au professeur Felice Lieh-Mak (en) (Note: la dernière psychiatre de Cheung). Cette année a été si difficile. Je ne peux plus tenir le coup. Merci beaucoup à Tong Tong (Note : le surnom de son compagnon). Merci beaucoup à ma famille. Merci beaucoup à Sœur Fei. De ma vie, je n'ai rien fait de mal. Pourquoi faut-il qu'il en soit ainsi ? »

La personne qui appelle la police annonce que « quelqu'un a perdu connaissance sur le trottoir » : en conséquence, une ambulance se rend sur place et aucun journaliste n'est au courant de l'information.
Le lendemain de la mort de Cheung, son partenaire Daffy Tong confirme la dépression de Cheung et qu'il est soigné par Felice Lieh-Mak (en) depuis un an. Il révèle que Cheung a fait une autre tentative de suicide en novembre 2002. En 2012, sa sœur aînée confirme que Cheung est diagnostiqué d'une dépression clinique de cause biologique. Elle ajoute qu'il ne peut pas voir son médecin aussi souvent qu'il en a besoin, des journalistes se massant devant chez lui. Il se rend donc chez elle pour y consulter son médecin sans être suivi. L'écrivain taïwanais Li Ao avance à la télévision qu'il se serait suicidé en raison du sida, une hypothèse peu probable.
Malgré l'épidémie de SRAS de 2002-2004, lors de laquelle l'Organisation mondiale de la santé recommande de ne pas se rendre à Hong Kong, des dizaines de milliers de personnes, pour la plupart venues d'Asie et d'Amérique du Nord, assistent au service funéraire de Cheung le 7 avril 2003. Il est enterré le lendemain à Sha Tin. Tsui Hark, le parolier James Wong et Jacky Cheung font des discours à la cérémonie. Les porteurs du cercueil sont Tsui Hark, Jacky Cheung, Stanley Kwan, Eddie Lau (en), Tony Leung Ka-Fai, Lin Xi, Lau Chun-Ho, et Law Kin-Kei[réf. souhaitée].
Trois mois après le suicide de Cheung, son dernier album, 一切隨風 (« Tout suit le vent »), est publié à titre posthume[réf. souhaitée].

## Caractéristiques personnelles

### Philanthropie
Leslie Cheung soutient plusieurs organisations caritatives pour les droits de l'enfant. Il est mécène de la Children's Cancer Foundation, une organisation caritative à laquelle il donne un million de dollars hongkongais en 1996. Il participe cinq fois aux ventes caritatives de l'organisation RED Card.
Il est aussi la première star de la cantopop à participer à un concert caritatif. En 1996, alors qu'il ne chante presque plus en public, il se produit sur trois de ses propres chansons lors d'une levée de fonds pour les personnes âgées[réf. souhaitée]. À son concert au Hong Kong Coliseum en 1997, il fait installer un stand pour l'association RED Card, les personnes donnant au moins 100 dollars hongkongais recevant des cartes à son effigie. Plus de 800 000 dollars hongkongais sont récoltés pendant ce concert ; Cheung et ses amis arrondissent la somme donnée à un million, en plus du million déjà donné l'année précédente[réf. souhaitée].
En 1999, Cheung se rend à une fête caritative après le séisme de 1999 à Chichi. Il y participe à un événement de dégustation de riz frit, où il fait don de 250 000 dollars hongkongais pour son bol de riz. Ses fans doublent le montant pour atteindre 500 000 dollars hongkongais de dons pour la cause[réf. souhaitée].
En 2000, Sun Entertainment ouvre la « friperie de stars », où des biens donnés par des célébrités sont vendus aux enchères pour le « Sun Love Fund ». Leslie Cheung, connu pour son sens du style, est le premier à faire don de trois vêtements. Cheung donne également sa raquette de badminton préférée à l'IDclub Taiwan, qui la vend aux enchères pour le fonds contre le cancer des enfants[réf. souhaitée].
En 1999 et 2000, il participe à plusieurs émissions de levée de fonds de TVB pour soutenir l'End Child Sexual Abuse Foundation (zh) fondée par l'actrice Josephine Siao. Il devient ambassadeur bénévole de l'organisation en 2002.

### Bisexualité
En 1977, pendant le tournage de la série RTV Love Story, Cheung rencontre et tombe amoureux de sa co-star Teresa Mo. En 1979, il la demande en mariage ; surprise, elle s'éloigne de lui. Ils finissent par rompre, mais redeviennent très bons amis après avoir tourné ensemble dans All's Well, Ends Well en 1992[réf. souhaitée].
Cheung a ensuite une courte relation avec l'actrice Shirley Yim (zh), la petite sœur de Michelle Yim, mais leurs styles de vie sont incompatibles et ils se séparent en 1980. De 1981 à 1983, Cheung est en couple avec la mannequin et actrice Ngai Sze-pui rencontrée sur le tournage de la série ATV Agency 24,. En 1984, il rencontre Cindy Yeung, la fille d'Albert Yeung. Ils ont plusieurs rendez-vous galants mais décident de rester amis l'année suivante[réf. souhaitée].
En 1992, Cheung affirme que « mon esprit est bisexuel. C'est facile pour moi d'aimer une femme. C'est aussi facile pour moi d'aimer un homme. ». Il ajoute que selon lui, « un bon acteur est androgyne et change en permanence ».
Cheung et Daffy Tong Hok-Tak (唐鶴德) se connaissent depuis leur enfance : Tong est le filleul de la mère de Cheung. En 1997, Cheung chante The Moon Represents My Heart (en) lors d'un de ses concerts au Hong Kong Coliseum et dédie la chanson a sa mère et à Tong. Ce moment est vu comme une annonce officieuse de sa relation avec Tong, qui en fait une des premières personnalités publiques chinoises à faire un coming out,.
Cheung estime que sa carrière artistique l'a empêché de se marier et d'avoir des enfants à un jeune âge, comme l'ont fait ses amis[réf. souhaitée]. En 2000, il affirme qu'il est meilleur ami que compagnon, étant trop workaholic pour se consacrer à un partenaire.

## Postérité
En 2013, Cheung devient la première personnalité contemporaine incluse dans le Cihai. En 2018, l'astéroïde 55383 Cheungkwokwing porte son nom, découverte par William Kwong Yu Yeung[réf. souhaitée].
L'académie des arts du spectacle de Hong Kong nomme une bourse d'études d'après lui.
Les fans de Cheung entrent au Livre Guinness des records pour avoir créé 1956921 grues en origami, en hommage à sa date de naissance. De nombreux événements de souvenir sont organisés, dont des concerts en 2003, 2008, 2013 et 2023, qui sont critiqués pour leur monétisation manquant de transparence. L'écrivain chinois Han Songluo critique l'indécence des commémorations, devenues un concours de l'événement le plus extravagant. Deux concerts simultanés sont organisés à Hong Kong le 1 avril 2023, respectivement par son ancienne agente Florence Chan et Universal Music.

## Discographie (albums)
- 1978 : Day Dreamin', en anglais
- 1979 : Lover's Arrow (情人箭), en cantonais
- 1983 :
  - Wind Blows On (風繼續吹), en cantonais  Or
  - Craziness (一片痴), en cantonais  Or
- 1984 : Leslie (Monica), en cantonais  Platine
- 1985 : For Your Heart Only (為你鍾情), en cantonais
- 1986 :
  - Stand Up, en cantonais
  - Past Love (當年情), en cantonais
  - A Better Tomorrow (英雄本色当年情), en mandarin
- 1987 :
  - Summer Romance, en cantonais  Platine × 7
  - Admiration (愛慕), en mandarin
- 1988 :
  - Virgin Snow, en cantonais  Or
  - Hot Summer, en cantonais Platine
  - Refuse to Play (拒絕再玩), en mandarin
- 1989 :
  - Leslie '89, en cantonais  Platine
  - Salute, en cantonais  Platine
  - Final Encounter, en cantonais  Platine
  - Riding Mood (兜風心情), en mandarin
- 1995 : Most Beloved (寵愛), en mandarin  Platine × 6
- 1996 : Red (紅), en cantonais  Platine
- 1998 : Printemps, en mandarin
- 1999 : Countdown With You (陪你倒數), en cantonais
- 2000 : Big Heat (大熱), en cantonais
- 2003 : Everything Follows the Wind (一切隨風), en cantonais

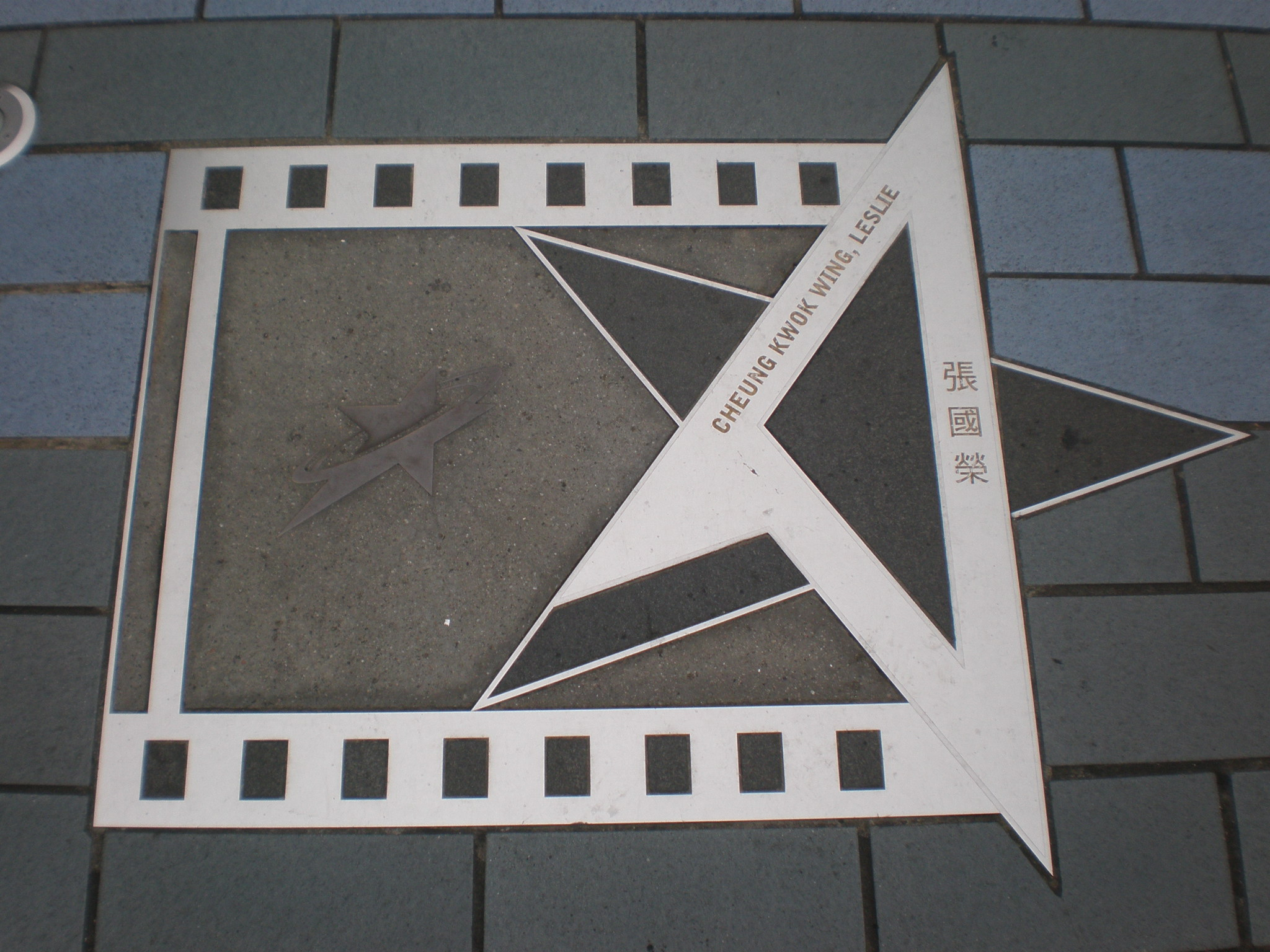
Empreintes sur l'avenue des stars à Hong Kong.

## Filmographie
- 1978 : Erotic Dreams of the Red Chamber (紅樓春上春) de Yeung Kuen
- 1980 : The Drummer de Yeung Kuen
- 1980 : Encore de Clifford Choi
- 1980 : On Trial (film, 1980) de Fok Yiu-leung
- 1982 : Teenage Dreamers (檸檬可樂) de Clifford Choi
- 1982 : Energetic 21 (沖激２１) de Chang Chuen
- 1982 : Nomad (Lie Huo Qing Chun), de Patrick Tam
- 1982 : Little Dragon Maiden de Shan Hua
- 1983 : First Time de Florence Yu
- 1984 : Behind the Yellow Line de Taylor Wong
- 1984 : Merry Christmas (聖誕快樂) de Clifton Ko
- 1985 : The Intellectual Trio de Guy Lai
- 1985 : For Your Heart Only de Fung Sai-hung
- 1986 : Last Song in Paris de Chu Yuan
- 1986 : Le Syndicat du crime (Ying hong boon sik), de John Woo
- 1987 : Histoire de fantômes chinois (Qian Nü Youhun) de  Tsui Hark et Ching Siu-tung
- 1987 : Le Syndicat du crime 2 (Ying hong boon sik II), de John Woo
- 1988 : Rouge (Inji Kau) de  Stanley Kwan
- 1988 : Fatal Love
- 1989 : Mad Mission 5
- 1990 : Histoire de fantômes chinois 2, de Ching Siu-tung
- 1990 : Nos années sauvages (A Fei jing juen) de Wong Kar-wai
- 1991 : Les Associés (Zong Heng Si Hai) de John Woo
- 1992 : All's Well, Ends Well
- 1993 : All's Well, Ends Well Too
- 1993 : Adieu ma concubine (Ba Wang Bie Ji) de Chen Kaige
- 1993 : La Mariée aux cheveux blancs (Bai Fa Mo Nu Zhuan) de Ronny Yu
- 1994 : Les Cendres du temps (Dung che sai duk) de Wong Kar-wai
- 1994 : He's a Woman, She's a Man (Gum Gee Yuk Yip) de Peter Chan
- 1995 : The Phantom Lover (Ye Ban Ge Sheng) de Yu Yan-tai
- 1995 : Le Festin chinois (Jin yu man tang) de Tsui Hark
- 1996 : Tristar (Da san yuan) de Tsui Hark
- 1996 : Temptress Moon (Feng Yue) de Chen Kaige
- 1996 : Viva Erotica (Se Qing Nan Nu) de Yee Tung-sing
- 1997 : Happy Together (Chun Guang Zha Xie) de Wong Kar-wai
- 1998 : Ninth Happiness
- 1998 : Anna Magdalena
- 1998 : A Time to Remember (Hong Se Lian Ren) de Ye Daying
- 1999 : Moonlight Express (Xing Yue Tong Hua) de Daniel Lee Yan-kong
- 1999 : The Kid (Liu Xing Yu) de Cheung Chi-Leung
- 2000 : And I Hate You So
- 2000 : Double Tap (Qiang Wang) de Law Chi-Leung
- 2000 : Okinawa Rendez-Vous (Lian Zhan Chong Sheng) de Chan Ka-seung
- 2002 : Inner Senses (Yee Do Hong Jian) de Law Chi-leung

## Distinctions

### Musique

#### RTHK Top 10 Gold Songs Awards (十大中文金曲)
| Année | Catégorie                      | Album ou chanson                   | Résultat |
| ----- | ------------------------------ | ---------------------------------- | -------- |
| 1984  | Top 10 Gold Songs              | "Monica"                           | Lauréat  |
| 1985  | Top 10 Gold Songs              | "Wild Wind" (不羈的風)             | Lauréat  |
| 1986  | Top 10 Gold Songs              | "Past Love" (當年情)               | Lauréat  |
| 1987  | Top 10 Gold Songs              | "Sleepless Night" (無心睡眠)       | Lauréat  |
| 1987  | Meilleur album                 | Summer Romance                     | Lauréat  |
| 1987  | Album le plus vendu de l'année | Summer Romance                     | Lauréat  |
| 1988  | Top 10 Gold Songs              | "Silence is Golden" (沉默是金)     | Lauréat  |
| 1988  | Top 10 Gold Songs              | "Don't Need Too Much" (無需要太多) | Lauréat  |
| 1988  | Prix IFPI                      | Leslie Cheung (張國榮)             | Lauréat  |
| 1999  | Top 10 Gold Songs              | "Left Right Hand" (左右手)         | Lauréat  |
| 1999  | Golden Needle Award (金針獎)   | Leslie Cheung (張國榮)             | Lauréat  |
| 2000  | Top 10 Gold Songs              | "Big Heat" (大熱)                  | Lauréat  |
| 2002  | Prix du jubilé d'argent        | Leslie Cheung (張國榮)             | Lauréat  |

#### Jade Solid Gold Best Ten Music Awards (十大勁歌金曲頒獎典禮)
| Année | Catégorie                       | Album ou chanson                   | Résultat   |
| ----- | ------------------------------- | ---------------------------------- | ---------- |
| 1983  | Top 10 Gold Songs               | "Wind Blows On" (風繼續吹)         | Nomination |
| 1984  | Top 10 Gold Songs               | "Monica"                           | Lauréat    |
| 1985  | Top 10 Gold Songs               | "Wild Wind" (不羈的風)             | Lauréat    |
| 1986  | Top 10 Gold Songs               | "Past Love" (當年情)               | Lauréat    |
| 1986  | Top 10 Gold Songs               | "Who Resonates With Me" (有誰共鳴) | Lauréat    |
| 1986  | Gold Song Gold Award (金曲金獎) | "Who Resonates With Me" (有誰共鳴) | Lauréat    |
| 1987  | Top 10 Gold Songs               | "Sleepless Night" (無心睡眠)       | Lauréat    |
| 1987  | Gold Song Gold Award (金曲金獎) | "Sleepless Night" (無心睡眠)       | Lauréat    |
| 1988  | Top 10 Gold Songs               | "Silence is Golden"(沉默是金)      | Lauréat    |
| 1988  | Top 10 Gold Songs               | "Closer" (贴身)                    | Lauréat    |
| 1988  | Artiste homme le plus populaire | Leslie Cheung (張國榮)             | Lauréat    |
| 1989  | Top 10 Gold Songs               | "Starting from Zero" (由零開始)    | Lauréat    |
| 1989  | Artiste homme le plus populaire | Leslie Cheung (張國榮)             | Lauréat    |
| 1999  | Honours Award (榮譽大獎)        | Leslie Cheung (張國榮)             | Lauréat    |
| 2000  | Meilleur album de l'année       | Untitled                           | Lauréat    |
| 2000  | Honours Award (榮譽大獎)        | Leslie Cheung (張國榮)             | Lauréat    |

#### Autres prix musicaux
| Année | Prix                                                         | Catégorie                    | Album ou chanson          | Résultat |
| ----- | ------------------------------------------------------------ | ---------------------------- | ------------------------- | -------- |
| 1988  | Ultimate Song Chart Awards (Commercial Radio Hong Kong (en)) | Meilleur artiste homme       | Leslie Cheung (張國榮)    | Lauréat  |
| 1989  | Ultimate Song Chart Awards (Commercial Radio Hong Kong (en)) | Meilleur artiste homme       | Leslie Cheung (張國榮)    | Lauréat  |
| 1989  | Ultimate Song Chart Awards (Commercial Radio Hong Kong (en)) | Prix IFPI                    | Side Face (側面)          | Lauréat  |
| 1999  | Ultimate Song Chart Awards (Commercial Radio Hong Kong (en)) | Chanson de l'année           | "Left Right Hand"(左右手) | Lauréat  |
| 1999  | Metro Radio Hit Music Awards                                 | Chanson de l'année           | "Left Right Hand"(左右手) | Lauréat  |
| 1999  | Metro Radio Hit Music Awards                                 | Metro Radio Top 10 Hit Songs | "Left Right Hand"(左右手) | Lauréat  |
| 2000  | CCTV-MTV Music Honours                                       | Plus grande star d'Asie      | Leslie Cheung (張國榮)    | Lauréat  |
| 2001  | Chinese Pop Music Media Awards                               | Meilleur chanteur            | Leslie Cheung (張國榮)    | Lauréat  |

### Film et télévision

#### Hong Kong Film Awards
| Année | Catégorie                           | Film                                             | Résultat   |
| ----- | ----------------------------------- | ------------------------------------------------ | ---------- |
| 1983  | Meilleur acteur                     | Nomad (烈火青春)                                 | Nomination |
| 1988  | Meilleur acteur                     | Le Syndicat du crime 2 (英雄本色2)               | Nomination |
| 1988  | Meilleure musique originale de film | Histoire de fantômes chinois (倩女幽魂)          | Nomination |
| 1989  | Meilleur acteur                     | Rouge (胭脂扣)                                   | Nomination |
| 1991  | Meilleur acteur                     | Nos années sauvages (阿飛正傳)                   | Lauréat    |
| 1994  | Meilleure musique originale de film | La Mariée aux cheveux blancs (白髮魔女傳)        | Nomination |
| 1995  | Meilleur acteur                     | He's a Woman, She's a Man (en) (金枝玉葉)        | Nomination |
| 1995  | Meilleure musique originale de film | He's a Woman, She's a Man (en) (金枝玉葉)        | Lauréat    |
| 1996  | Meilleure musique originale de film | The Phantom Lover (en) (夜半歌聲)                | Nomination |
| 1997  | Meilleur acteur                     | Viva Erotica (色情男女)                          | Nomination |
| 1997  | Meilleure musique originale de film | Who's the Woman, Who's the Man? (en) (金枝玉葉2) | Nomination |
| 1998  | Meilleur acteur                     | Happy Together (春光乍洩)                        | Nomination |
| 2003  | Meilleur acteur                     | Inner Senses (en) (異度空間)                     | Nomination |

### Prix Golden Horse
| Year | Category                       | Film                                             | Result     |
| ---- | ------------------------------ | ------------------------------------------------ | ---------- |
| 1991 | Meilleur premier rôle masculin | Nos années sauvages (阿飛正傳)                   | Nomination |
| 1993 | Meilleure chanson originale    | La Mariée aux cheveux blancs (白髮魔女傳)        | Lauréat    |
| 1994 | Meilleure chanson originale    | He's a Woman, She's a Man (en) (金枝玉葉)        | Nomination |
| 1995 | Meilleure chanson originale    | The Phantom Lover (en) (夜半歌聲)                | Nomination |
| 1996 | Meilleur premier rôle masculin | Temptress Moon (風月)                            | Nomination |
| 1996 | Meilleure chanson originale    | Temptress Moon (風月)                            | Nomination |
| 1996 | Meilleure chanson originale    | Who's the Woman, Who's the Man? (en) (金枝玉葉2) | Nomination |
| 1997 | Meilleur premier rôle masculin | Happy Together (春光乍洩)                        | Nomination |
| 2000 | Meilleur premier rôle masculin | Double Tap (鎗王)                                | Nomination |
| 2002 | Meilleur premier rôle masculin | Inner Senses (en) (異度空間)                     | Nomination |

### Autres récompenses
| Year | Award                                 | Category                                             | Film                            | Result     |
| ---- | ------------------------------------- | ---------------------------------------------------- | ------------------------------- | ---------- |
| 1991 | Asia-Pacific Film Festival            | Meilleur acteur                                      | Days of Being Wild (阿飛正傳)   | Nomination |
| 1993 | Festival de Cannes                    | Prix d'interprétation masculine                      | Adieu ma concubine (霸王別姬)   | Nomination |
| 1994 | Hong Kong Film Critics Society Awards | Meilleur acteur                                      | Les Cendres du temps (東邪西毒) | Lauréat    |
| 1994 | Japan Film Critics Society            | Meilleur acteur                                      | Adieu ma concubine (霸王別姬)   | Lauréat    |
| 1994 | Mostra de Venise                      | Coupe Volpi de la meilleure interprétation masculine | Les Cendres du temps (東邪西毒) | Nomination |
| 1996 | Festival de Cannes                    | Prix d'interprétation masculine                      | Temptress Moon (風月)           | Nomination |
| 1997 | Festival de Cannes                    | Prix d'interprétation masculine                      | Happy Together (春光乍洩)       | Nomination |